# Coroana Castiliei
Coroana Castiliei a fost un stat medieval în Peninsula Iberică, care s-a format în 1230 ca rezultat a celei de-a treia și definitivei unirii coroanelor și parlamentelor regatelor Castiliei și León și accederea la tron a regelui Ferdinand al III-lea. Statul a continuat să existe ca entitate separată și după uniunea personală din 1469 dintre coroana Castiliei și Aragon cu mariajul monarhilor catolici până la uniunea dinastică ocazionată de succesiunea lui Carol I al Spaniei, moștenitor Habsburg la ambele coroane în 1516.
Titlul de Rege al Castiliei a rămas în folosința conducătorilor Habsburgici și pe durata secolelor XVI-XVII. Carol I a fost Rege de Aragon, Mallorca, Valencia, și Sicilia; Conte de Barcelona, Roussillon și Cerdagne, dar și Rege al Castiliei și León, 1516–1556. 
La începutul secolului al XVIII-lea, Filip de Bourbon a câștigat războiul spaniol de succesiune și a impus politica de unificare a Coroanei de Aragon cu cea a Castiliei în Regatul Spaniei. 
"Rege Castiliei" de asemenea a rămas parte a titlului deplin a lui Juan Carlos I al Spaniei, actualul rege al Spaniei, conform Constituția Spaniei din 1978, dar în același sens ca și Rege al Ierusalimului: doar ca titluri, nu și ca stare.

Expansiunea teritoriului Castiliei

## Diviziunile teritoriale spaniole în cadrul Coroanei Castiliei

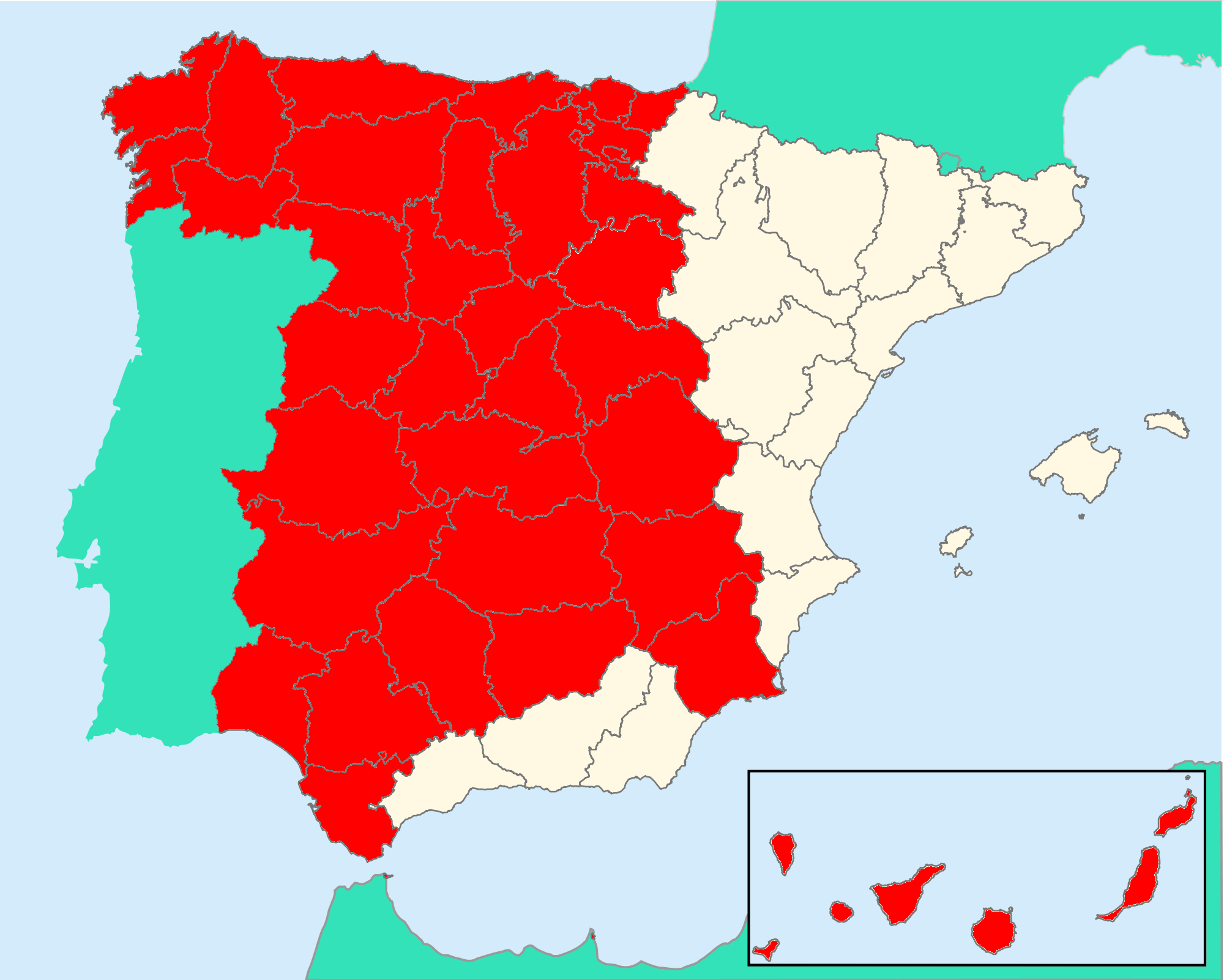
Coroana în Spania din prezent

Nordul de peste mări

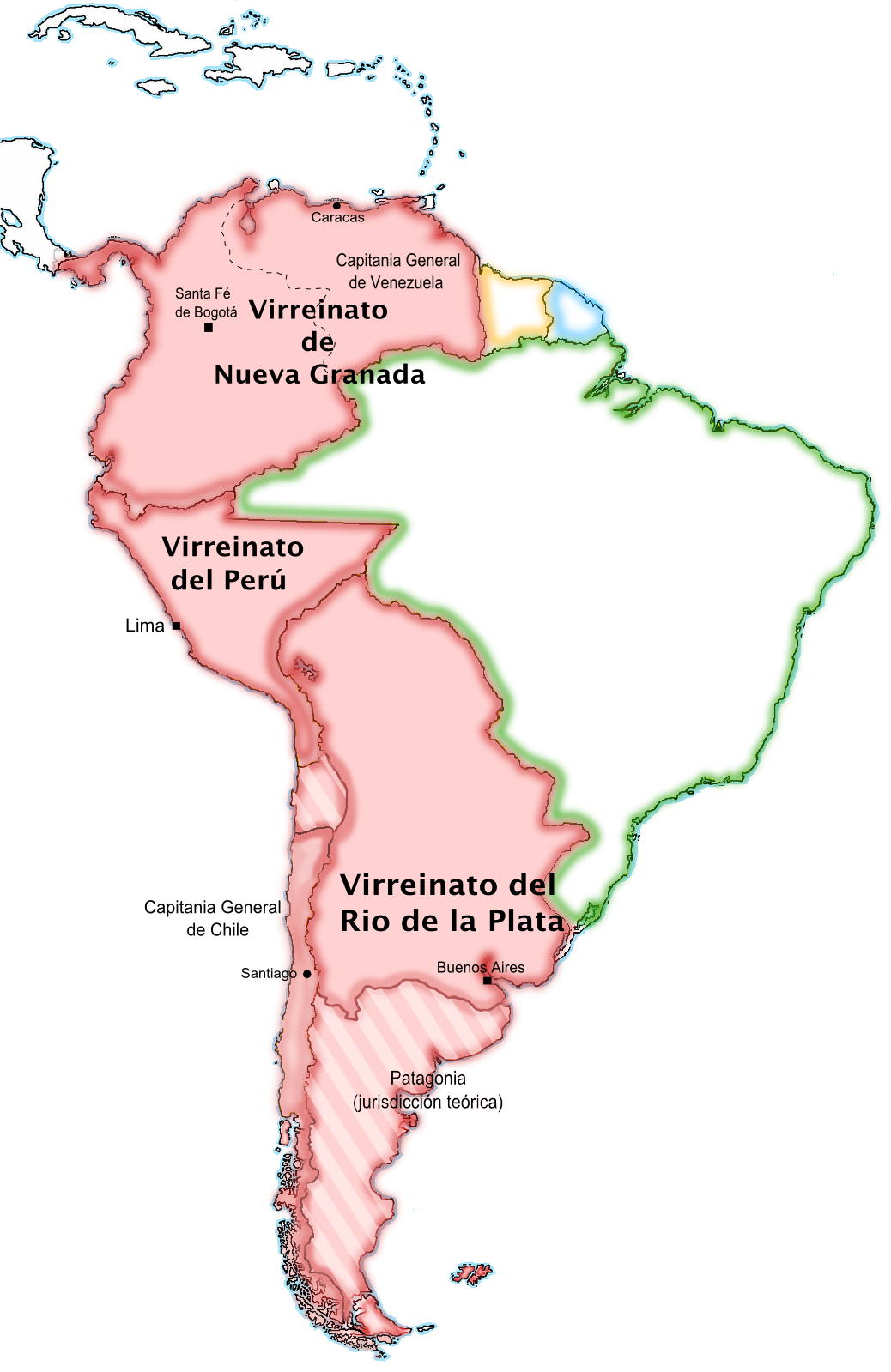
Sudul de peste mări

### În Spania
- Castilia Veche/Castilla la Vieja
- Castilia Nouă/Castilla la Nueva
- Regatul León/Reino de León
- Regatul Castiliei/Reino de Castilla
- Principado de Asturias
- Regatul Galicia/Reino de Galicia
- Biscaia/Señorío de Vizcaya
- Gipuzkoa/Provincia de Guipúzcoa
- Provincia de Álava
- Extremadura
- Regatul Toledo/Reino de Toledo
- Regatul Murcia/Reino de Murcia
- Regatul Córdoba/Reino de Córdoba
- Regatul Jaén/Reino de Jaén
- Regatul Sevilla/Reino de Sevilla
- Kingdom of Granada/Reino de Granada (după 1492)
- Regatul Navarrei/Reino de Navarra (după 1512)

### De peste mări
Nord - Septrentional
- Viceregatul Noua Spanie/Virreinato de Nueva España (după 1535)
- Căpitănia Generală de Manila/Capitanía General de Manila (după 1571)

Sud - Meridional
- Viceregatul Peru/Virreinato del Perú (după 1542)
- Căpitănia Generală Chile/Reino de Chile (după 1541)
- Noul Regat al Granadei/Nuevo Reino de Granada (după 1538)
- Viceregatul Noua Granadă/Virreinato de Nueva Granada (între 1717–1724 și după 1739)
- Căpitănia Generală a Venezuelei/Capitanía General de Venezuela (teritoriu autonom pe deplin după 1777)
- Viceregatul Río de la Plata/Virreinato del Río de la Plata (după 1776)